# Knox Mine disaster

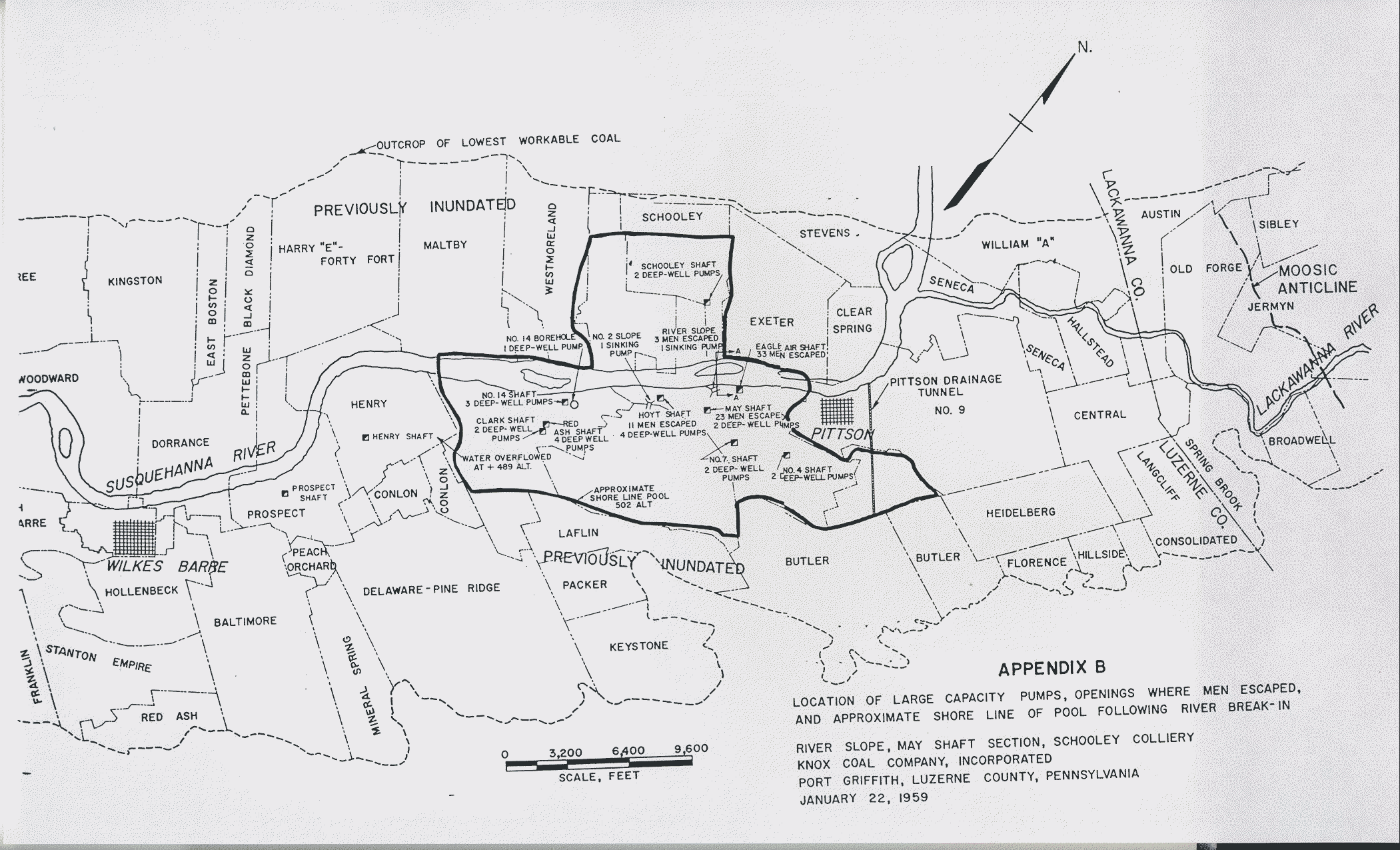
Plan kopalni z zaznaczonymi szybami, którymi uciekali górnicy

Knox Mine disaster – katastrofa górnicza, jaka miała miejsce 22 stycznia 1959 roku w Zagłębiu Antracytowym Pensylwanii w pobliżu miasteczka Exeter. Do wypadku doszło na skutek wdarcia się wód rzeki Susquehanna w chodniki i wyrobiska Kopalni Knox, co spowodowało śmierć dwunastu górników. Próby zasypania powstałej wyrwy doprowadziły do powstania kilku wysepek na rzece.
Położona na brzegu rzeki kopalnia antracytu, należąca do Knox Coal Company, została zalana wskutek niezgodnej z przepisami decyzji kierownictwa, które poleciło górnikom drążyć chodniki pod nurtem Susquehanna. Kopiąc tunele bez sprawdzania grubości skały nad głową górnicy dotarli do miejsca, gdzie od dna rzeki dzieliło ich zaledwie 1,8 m skały (za minimum bezpieczeństwa uważano 10,6 m). Niewystarczająca grubość stropu spowodowała, że woda zmiażdżyła go i wdarła się pod ziemię. Trzy dni zajęło zasypywanie wyrwy, w której rzeka utworzyła potężny wir, przy czym w wodę rzucano co popadło, od gruzu i żwiru po wagony i lokomotywy.
Dwunastu górników zginęło; 69 zdołało się uratować. Amadeo Pancotti otrzymał medal za odwagę, bowiem jako pierwszy wyszedł na powierzchnię przewodem wentylacyjnym, który okazał się zbawieniem dla 33 innych odciętych przez wodę pod ziemią. Ciał dwunastu poległych nigdy nie odnaleziono, mimo prób odpompowania wody z kopalni. A oto nazwiska ofiar: Samuel Altieri, John Baloga, Benjamin Boyar, Francis Burns, Charles Featherman, Joseph Gizenski, Dominic Kaveliski, Frank Orlowski, Eugene Ostrowski, William Sinclair, Daniel Stefanides, and Herman Zelonis.
Oblicza się, że co najmniej 38 000 000 m³ wody wypełniło szyby i chodniki kopalni. Winnych – m.in. dyrektora Roberta Dougherty'ego, właściciela kopalni Louisa Fabrizio, jego cichego wspólnika Augusta J. Lippiego (który był jednocześnie przewodniczącym lokalnego oddziału Związku Zawodowego Górników) oraz trzech działaczy związkowych – postawiono przed sądem. Sześciu otrzymało wyroki więzienia.
22 stycznia 2009 roku obchodzono 50. rocznicę tragedii; uroczyste msze św. odprawiono w kościele katolickim św. Jana Ewangelisty w miejscowości Pittston oraz w byłym kościele św. Józefa w Port Griffith, gdzie w roku 1999 odsłonięto pomnik ofiar ufundowany przez Pennsylvania Historical and Museum Commission. Kościół, z braku wiernych, został zamknięty w maju 2008 roku, a w lipcu został wystawiony na sprzedaż. 15 stycznia 2009 roku, na tydzień przed obchodami 50. rocznicy, opuszczony przybytek kupili Susan i John Baloga, wnuk Johna Balogi, jednego z dwunastu górników, którzy zginęli w katastrofie. W budowli mieści się obecnie Dom Pogrzebowy Baloga Inc.. 50. rocznica stała się również okazją do zorganizowania specjalego programu w Anthracite Heritage Museum w Scranton, gdzie co roku wspomina się tamtą styczniową tragedię.